# Bathyphylax omen
Bathyphylax omen is een straalvinnige vissensoort uit de familie van driepootvissen (Triacanthodidae). De wetenschappelijke naam van de soort is voor het eerst geldig gepubliceerd in 1966 door Tyler.